# یک قدم کوچک
یک قدم کوچک (انگلیسی: One Small Step) یک پویانمایی کوتاه به کارگردانی اندرو چسورث و بابی پونتیلاس است که در سال ۲۰۱۸ منتشر شد. این پویانمایی در نود و یکمین دوره جوایز اسکار نامزد جایزه اسکار بهترین پویانمایی کوتاه شده‌است.